# Praça Marechal Cordeiro de Farias

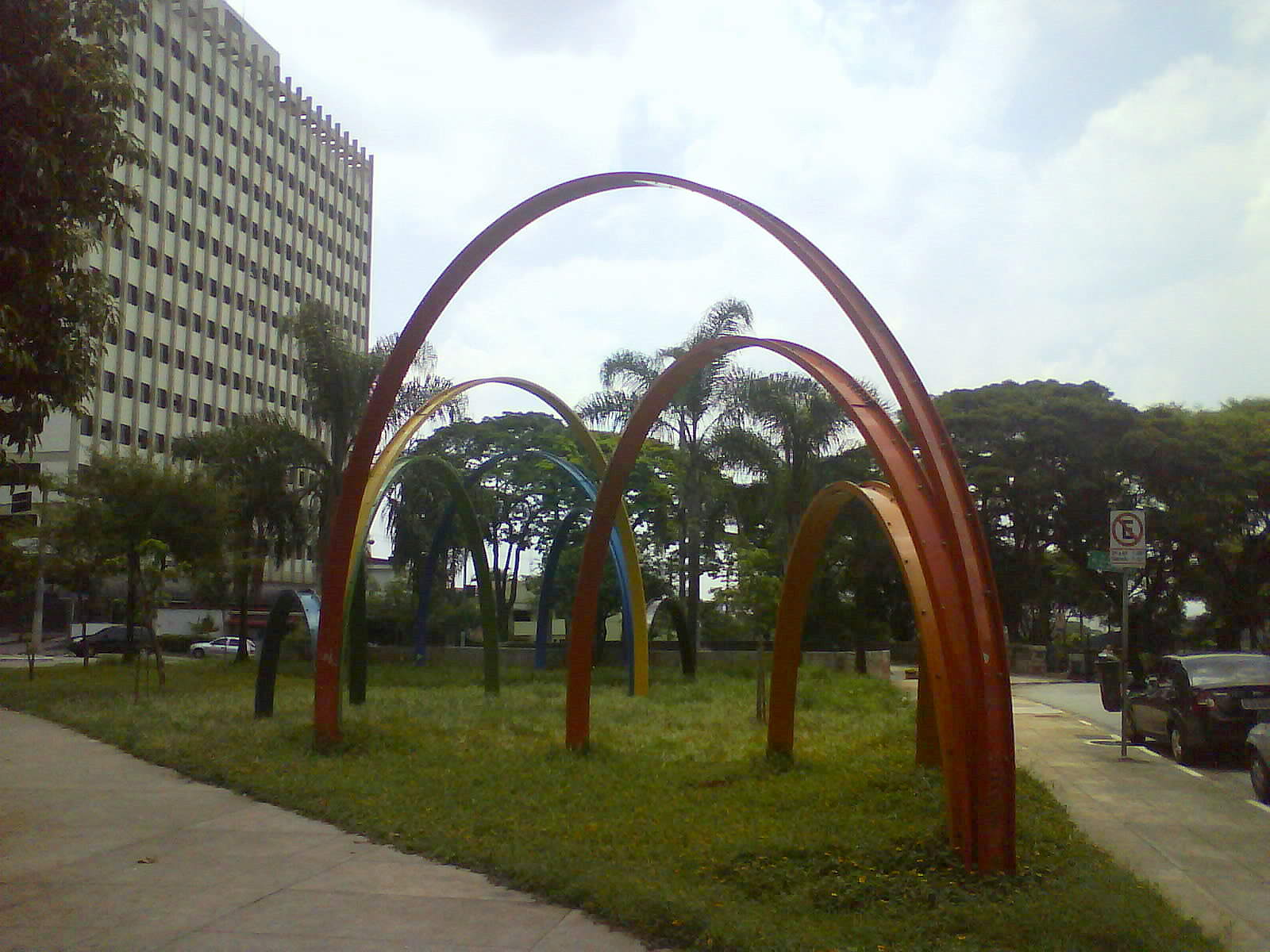
Vista da praça, com os arcos coloridos.

A Praça Marechal Cordeiro de Farias localiza-se no bairro de Higienópolis (Distrito da Consolação), na região central da cidade de São Paulo. Tem início no final da Avenida Paulista, tendo como esquinas as ruas Minas Gerais, Itápolis e as avenidas Angélica e Paulista.
Também é conhecida como "Praça dos Arcos", apresenta a escultura Arcos ou Caminho, também chamada de Arco-íris metálico, de autoria da artista plástica Lilian Amaral e do arquiteto Jorge Bassani, composta de arcos coloridos que permitem a passagem do público por entre os arcos. Foi uma encomenda em comemoração ao centenário da Avenida Paulista, em dezembro de 1991.
Trata-se de homenagem ao militar Marechal Osvaldo Cordeiro de Farias, nascido em 16 de agosto de 1901, no Estado do Rio Grande do Sul.